# José Roberto Cea
José Roberto Cea (n. 10 aprilie 1939, izalco⁠(d), Departamentul Sonsonate, El Salvador) este un scriitor salvadorian.